# في ار ام اس
في ار ام اس (بالإنجليزية: vrms) اختصار لـ (Virtual Richard M. Stallman) وحرفيا تعني ريتشارد ستالمان الظاهر. وهو البرنامج الذي يحلل الحزم المثبة على دبيان والتوزيعات المعتمدة على دبيان ويعطيك تقرير على كل حزمة غير حرة مثبتة الآن على النظام. تحصل على تقرير عن كل برنامج لايناسب إرشادات دبيان للبرمجيات الحرة على شكل شجري. يمكن ان يقوم في ار ام اس بإعطاءك سبب لماذا البرنامج غير حر.

## مثال
مخرجات الامر vrms اعطت نتائج بوجود حزم غير حرة وهي الجافا، رار, VMware Player:
```
sun-java5-bin       Sun Java(TM) Runtime Environment (JRE) 5.0
sun-java5-demo      Sun Java(TM) Development Kit (JDK) 5.0 demos and examp
sun-java5-jdk       Sun Java(TM) Development Kit (JDK) 5.0
sun-java5-jre       Sun Java(TM) Runtime Environment (JRE) 5.0
unrar           Unarchiver for.rar files (non-free version)
 Reason: Modifications problematic
vmware-player       Free virtual machine player from VMware
vmware-player-kernel-modu vmware-player modules for Linux (kernel 2.6.17)
```

```
 7 non-free packages, 0.6% of 1218 installed packages.
```